# Guadalajara Open
El Torneig de Guadalajara, oficialment conegut com a Guadalajara Open Akron o Guadalajara Open, és una competició tennística professional que es disputa sobre pista dura al Panamerican Tennis Center de Zapopan, a l'àrea metropolitana de Guadalajara, Mèxic. Pertany a la categoria WTA 500 del circuit WTA.
El torneig es va crear puntualment per la cancel·lació de tots els torneigs celebrats a la Xina, i concretament en substitució del torneig de Pequín, degut a la pandèmia de COVID-19 i el tracte rebut per Peng Shuai davant les seves declaracions contra Zhang Gaoli i el Partit Comunista Xinès. Es va crear dins la categoria WTA 1000 l'any 2022 però el 2024 es va mantenir en el circuit descendint a WTA 500.

## Palmarès

### Individual femení
| Any      | Campiona        | Finalista         | Resultat    |
| -------- | --------------- | ----------------- | ----------- |
| WTA 500  |                 |                   |             |
| 2024     | Magdalena Fręch | Olivia Gadecki    | 7−6(5), 6−4 |
| WTA 1000 |                 |                   |             |
| 2023     | Maria Sakkari   | Caroline Dolehide | 7−5, 6−3    |
| 2022     | Jessica Pegula  | Maria Sakkari     | 6−2, 6−3    |

### Dobles femenins
| Any      | Campiones                       | Finalistes                            | Resultat               |
| -------- | ------------------------------- | ------------------------------------- | ---------------------- |
| WTA 500  |                                 |                                       |                        |
| 2024     | Anna Danilina Irina Khromacheva | Oksana Kalashnikova Kamilla Rakhimova | 2−6, 7−5, [10−7]       |
| WTA 1000 |                                 |                                       |                        |
| 2023     | Storm Hunter Elise Mertens      | Gabriela Dabrowski Erin Routliffe     | 3−6, 6−2, [10−4]       |
| 2022     | Storm Sanders Luisa Stefani     | Anna Danilina Beatriz Haddad Maia     | 7−6(4), 6−7(2), [10−8] |